# Essential Mixes (álbum de Justin Timberlake)
Essential Mixes es un álbum de remixes del cantante estadounidense Justin Timberlake publicado por la discográfica Jive Records el 20 de septiembre de 2010. Está compuesto por canciones remezcladas de los dos álbumes anteriores de Timberlake: Justified y FutureSex/LoveSounds.

## Lista de canciones
| N.º | Título                                                                  | Duración |  |
| 1.  | «Cry Me a River» (Dirty Vegas vocal mix)                                | 8:12     |  |
| 2.  | «LoveStoned/I Think She Knows» (Tiësto remix)                           | 5:11     |  |
| 3.  | «Like I Love You» (Basement Jaxx vocal mix)                             | 6:02     |  |
| 4.  | «Rock Your Body» (Paul Oakenfold mix)                                   | 5:35     |  |
| 5.  | «Señorita» (Hani’s Num Club mix)                                        | 7:43     |  |
| 6.  | «My Love» (Steve Angello & Sebastian Ingrosso mix)                      | 10:13    |  |
| 7.  | «SexyBack» (Linus Loves Remix)                                          | 6:18     |  |
| 8.  | «LoveStoned/I Think She Knows» (Justice remix)                          | 4:43     |  |
| 9.  | «What Goes Around... Comes Around» (Sebastien Leger remix - Radio edit) | 4:13     |  |
| 10. | «Rock Your Body» (Sander Kleinenberg's Just in the Club mix)            | 9:32     |  |
| 11. | «SexyBack» (Pokerface remix)                                            | 6:36     |  |